# Helius (Helius) kambangani
Helius (Helius) kambangani is een tweevleugelige uit de familie steltmuggen (Limoniidae). De soort komt voor in het Oriëntaals gebied.